# Iglesia de la Virgen del Monte (Massa)
La iglesia de la Madonna del Monte,  oficialmente denominada "iglesia de la Visitación de la BVMaria", es una iglesia edificio de culto católico de Massa, Toscana, ubicada en la via Prado.
Comúnmente se la llama Madonna del Monte porque se encuentra en una pequeña colina, en la zona de Prato, al pie del Monte di Pasta, de donde toma su nombre, y el hospital civil. Data de la última década del siglo XVI y es una de las iglesias más antiguas de Massa.

## Historia

### La antigua capilla "del Prado"
De las Constitutiones episcopatus lunensis-sarzanensis del obispo Bernabò, de 1365, así como de las estimaciones, no hay información de que existiera una iglesia en la zona del Prado (nombre dialectal de Prato), sino sólo una capilla votiva o de majestad. en el que se veneraba una imagen de la Santísima Virgen con el Niño, conocida como del Monte o de la Visitación. Así lo documenta una placa de mármol (actualmente colocada en el interior de los salones parroquiales de la iglesia) que, sobre los orígenes de la iglesia, habla de "sacellum" (sacellum) y donde se informa que el fresco que representa a la Virgen en Majestad (con rasgos entre bizantinos y giotto), datada entre los siglos XIV y XV, y situada actualmente detrás del altar mayor, es la que procede de la antigua capilla.
La capilla, construida cerca del puente sobre el canal Grondini, al carecer de altar y de ornamentos, no fue consagrada ni celebrada allí: así lo demuestra el documento del 19 de julio de 1588 de Giovanni Giudici (jurista, notario y auditor del príncipe Alberico I Cybo Malaspina) que pidió intercesión al obispo de Sarzana para que se pudiera celebrar la misa en dicha Maestà del Monte ya que, con el tiempo, se habían atribuido poderes milagrosos a la imagen de la Virgen que atraía una atención cada vez mayor. -Creciente número de creyentes. Dado que esta primera petición no fue escuchada porque el obispo no consideró suficientes los milagros descritos, en una carta posterior fechada el 30 de agosto de 1588 Giovanni Giudici renovó la misma intercesión al príncipe Alberico y, además, pidió aprobación para reparar la capilla del inundaciones del canal Grondini, bastante frecuentes. Del plano catastral de Massa de 1824 se puede observar, de hecho, cómo el canal Grondini trazaba una curva justo al lado del puente, y luego se dirigía hacia la zona de Turano paralelamente a la carretera. En ese punto de curvatura, la corriente del canal en crecida tendía a erosionarse y, por lo tanto, es probable que la Majestad de la Madonna del Monte estuviera justo en la orilla del canal: inmediatamente antes del puente o inmediatamente después.

### Impulsos para la construcción
El príncipe Alberico Cybo Malaspina, que ya había iniciado en 1557 una importante reorganización urbanística y arquitectónica de la ciudad de Massa, quería transformar de pueblo medieval en principado moderno, prestando especial atención «a cualquier otro ámbito útil» para su nuevo Massa y especialmente para continuar la construcción de iglesias y monasterios [...]», aceptó de buen grado la petición presentada por Giovanni Giudici. Otro impulso favorable a la construcción de la iglesia provino de la congregación de los Padres Agustinos de Lombardía: el fraile Andrea Securani de Fivizzano, general de la Orden, había escrito en 1552 una súplica al príncipe Alberico en la que pedía, la Orden religiosa de Sant'Agostino, la construcción de una iglesia de 50x10 brazos de largo (aproximadamente 25x5 metros), con campanario, en la vía pública y dentro de las murallas de la ciudad y la concesión de gastos perpetuos para cuatro religiosos, a cambio del compromiso de la Orden de construir la sacristía y un monasterio. El Príncipe hizo escribir su consentimiento al final de la pregunta. Fue esta carta de los Padres Agustinos la que impulsó el inicio de la construcción de la Iglesia de la Madonna del Monte en 1559: en la Guía de las Iglesias de Massa-Lunense de Matteoni leemos que «el 13 de diciembre de 1559 Se lanzó la primera piedra para la iglesia y el convento de los Padres Agustinos de la congregación de Lombardía [...]". En la ceremonia de colocación de la primera piedra, que tuvo lugar cerca de "la puerta del Prado comúnmente llamada Martana", estuvo presente el propio príncipe Alberico con su esposa Elisabetta della Rovere y su hijo Alderano. Pero poco después se desmanteló la obra y se construyeron casas en lugar de la iglesia y el convento. Si bien el sitio fue abandonado, no se abandonó la idea de construir la iglesia y el convento; así, unos treinta años después, en 1588, la concomitancia de la petición de Giovanni Giudici, la de la Comunidad y el interés de Alberico I permitieron que el inicio y las obras de construcción de la iglesia pudieran avanzar rápidamente.

### La Fundación
Antes de iniciar la construcción de la iglesia, fue necesario resolver el problema de los desbordamientos del canal Grondini para evitar el riesgo de que la obra pudiera derrumbarse tras alguna inundación, con grandes daños económicos y de imagen. Por tanto, el 11 de septiembre de 1588 Alberico I ratificó al Comisario de Massa y a los cuatro Cónsules de Balìa que el canal debía ser represado, dividiendo los costes en parte entre la Comunidad y en parte entre los propietarios del terreno. Las obras de construcción de la iglesia comenzaron con la disposición de los Cónsules y Consejeros del 3 de marzo de 1589: ordenaron la construcción de la iglesia de la Madonna del Monte en el terreno situado en la cabecera de la Stradone della Porta Toscana (hoy Porta Martana). y notificó que como primera financiación para la construcción de la iglesia se había utilizado un crédito de setecientas liras (moneda de Pisa) que el Consejo de la ciudad de Massa tenía hacia Cato Alberti, el contratista «de los nuevos muros de las tierras de Masa».  De una placa, antaño colocada entre los dos pilares de la fachada del lado derecho de la iglesia, y actualmente situada en el salón parroquial contiguo al altar, antigua sacristía, se desprende que la primera piedra de la iglesia fue colocada el 19 de marzo de 1589: sólo pasaron 16 días desde la orden de los Cónsules y Consejeros del 3 de marzo de 1589 hasta la colocación de la primera piedra el 19 de marzo, incluida la aprobación del Príncipe Alberico. En 1592, tres años después del inicio de las obras, el fresco de la Virgen que se encontraba en la antigua capilla de los alrededores Pradi (nombre arcaico de la localidad de Prato), fue trasladado de la capilla a la iglesia: para conmemorar Tras el suceso, se colocó una placa en el lugar de la antigua capilla y cuando ésta cayó en ruinas, la placa se colocó en la pared de la iglesia a la izquierda según se ascendía por la plaza, mientras que ahora aparece tapiada junto con otras inscripciones en el salón parroquial.
La iglesia de la Madonna del Monte fue consagrada oficialmente el 11 de mayo de 1599 por el obispo de Luni-Sarzana, mons. Giovanni Battista Salvago, como se desprende de un epígrafe insertado en la base del fresco que representa el Éxtasis de San Agustín, actualmente ubicado en la pared derecha, al lado del altar mayor.

### El monasterio de los Padres Agustinos
La historia de la construcción de la iglesia de la Madonna del Monte está estrechamente ligada a la obra de los Padres Agustinos. A este respecto, sobre la cuestión de si se debe considerar que surgió primero la Iglesia o el Monasterio de los frailes que, más tarde, se convertiría en el hospital de la ciudad dedicado a los Santos Giacomo y Cristóforo, es significativa la consideración de Matteoni, relatada también por Chiappari, sobre la iglesia de S. Francesco en Massa (actual Catedral): «puede existir una iglesia sin convento pero nunca ha sido posible construir un convento religioso sin iglesia u oratorio». La tesis de que el monasterio fue construido después de 1589 (colocación de la primera piedra de la iglesia) y después de 1592 (traducción de la imagen de la Virgen) encuentra su primera confirmación en el manuscrito Varias memorias del mundo del canónigo Odoardo Rocca donde leemos:
«En su principado [de Alberico] una Imagen colocada a orillas del canal Grondini empezó a obrar milagros, y gracias, por lo que se pensó mejor sacarla de aquel peligroso lugar de inundarse [...], y fue transportado a las laderas del Monte de Pasta hacia la ciudad y allí se construyó una iglesia en honor del mismo [...], y allí fueron llamados los Padres Agustinos de la Congregación de Lombardía. Donde poco a poco construyeron un monasterio capaz."
Una mayor aclaración la aporta un documento conservado en el Archivo General de la Orden de los Agustinos en Roma, que data de 1650 y que lleva por título Estado de la cuenta de la Madonna del Monte en Massa Cibea, del que sabemos que «el Monasterio de la Madonna del Monte donde viven los frailes de S. Agostino de la Congregación de Lombardía ubicada cerca de la ciudad de Massa [...] fue fundada y erigida en el año 1594", es decir, después de la construcción de la iglesia. De la misma placa relativa a la colocación de la primera piedra y de otra inscripción, muralla en el salón parroquial contiguo al coro, sabemos que los Padres Agustinos intervinieron en la iglesia, ampliándola y embelleciéndola, en tres momentos sucesivos: el primero vez en 1595, luego apenas un año después de su llegada al monasterio, luego en 1686 y finalmente en 1715.

### La expulsión de los agustinos
La iglesia y el monasterio estuvieron gobernados por los agustinos hasta 1770. El 15 de julio de ese año, el obispo de Luni-Sarzana había erigido la iglesia de la Madonna del Monte "cura de almas", bajo la supervisión de los mismos Padres. Pero apenas dos meses después, los religiosos de la orden de San Agustín fueron expulsados de Massa: su expulsión se debió a abusos en la conducta administrativa. La expulsión de los agustinos fue ordenada por María Teresa Cybo Malaspina, duquesa de Massa y princesa hereditaria, con despacho soberano de 13 de septiembre de 1770. La duquesa nombró a un ecónomo para que procediera a la redacción del balance contable de los asuntos del monasterio y de la iglesia de la Madonna del Monte, con la máxima cautela y secreto que exigía la situación. Una vez realizados los inventarios, los religiosos disponían de tres días para evacuar el convento, durante los cuales podían continuar regularmente con sus funciones religiosas. La duquesa, habiendo dado los primeros pasos hacia la expulsión, también estaba preocupada porque, por parte de la Curia, se habían asignado temporalmente sacerdotes a la parroquia de Monte, en lugar de los padres agustinos, para garantizar la celebración de las misas.

### El convento se convierte en hospital
En los años posteriores a la expulsión de los frailes, la duquesa María Teresa desarrolló la idea de transformar el antiguo convento de Monte en un hospital, destinando como patrimonio los bienes propiedad de los agustinos. El despacho soberano del 10 de abril de 1781 informa de la aprobación por parte de María Teresa del proyecto de transformar el convento en hospital. El mismo despacho establece también el inicio de las obras que la propia María Teresa financió, en diversos momentos, desde 1781 hasta 1790 (año de su muerte). Todos los bienes, muebles e inmuebles, del suprimido convento de los Padres Agustinos fueron asignados oficialmente al Hospital de las SS. Cristoforo y Giacomo mediante escritura del notario Rocco Vaccà de 7 de mayo de 1785. Debido al traspaso de todos los bienes del antiguo monasterio a la Administración del Hospital, ésta se vio obligada a satisfacer todas las obligaciones a las que estaban ligados los bienes: número 1208 misas de sufragio en función de legados a celebrar en la iglesia de la Madonna del Monte, equipada con mobiliario sacro y todo lo necesario para el servicio de la iglesia (aceite, vino, hostias, cera), mantenimiento del edificio de la iglesia y de la rectoría . La administración del Hospital de SS. Cristóforo y Giacomo afrontaron las citadas obligaciones hasta 1830 cuando, al no querer ni poder satisfacerlas, solicitaron y obtuvieron la reducción de muchos legados.

### La Parroquia de la Virgen del Monte
El 6 de abril de 1940, el obispo de Apuania mons, Cristoforo Arduino Terzi elevó la iglesia de la Visitazione vulgo Madonna del Monte al título de priorato, es decir, parroquia, nombrando a don Pietro della Bianchina como primer párroco. Luego siguió el reconocimiento civil con el Decreto Presidencial del 24 de abril de 1950.

## Arquitectura externa
La iglesia de la Madonna del Monte tiene planta de una sola nave, a la que se abren cuatro capillas laterales, además de los fondos del ábside y el coro. No es posible conocer la forma original de la iglesia debido a las modificaciones realizadas por los Padres Agustinos: ampliaron el edificio longitudinalmente, modificaron la fachada y la embellecieron con nuevos altares, todo ello de estilo barroco con la estructura característica de un Mesa sostenida por dos grandes soportes, a cuyos lados se colocan los zócalos sobre los que descansan las columnas. El alzado lateral con los grandes ventanales, las barbacanas y los tejados de las capillas, el ábside, los estucos y las decoraciones muestran rasgos del siglo XIX.

### La fachada
La fachada de la iglesia data de la época de la segunda ampliación realizada por los agustinos, que tuvo lugar en 1686; fue renovado en 1916 . Arquitectónicamente es bastante lineal y se divide en dos tramos: el inferior está interrumpido simétricamente por tres pilares, con armazón de ladrillo, a cada lado de la puerta de entrada. El cuerpo superior, sin embargo, tiene sólo dos pilares (derivados de la continuación de los tres anteriores) que sostienen el tímpano y están decorados con capiteles corintios. La fachada tiene m de ancho. 14,50 y alto m. 21.20 horas.

#### El portal
En el centro de la fachada se encuentra el portal de 2,30x7,00 m. rodeado a los lados por jambas y arquitrabe de mármol blanco, con molduras; arriba, se completa con un frontón ligeramente curvado, en cuyo centro se encuentra un busto que representa a San Agustín. El portal es el antiguo que, sin embargo, fue trasladado y reensamblado durante la renovación de la fachada en 1916: renovación que implicó la sustitución de la ventana rectangular en el centro del tímpano por un óculo semicircular dividido en Tres luces por dos pequeños pilares de ladrillo. Además, entre los cambios previstos por esta restauración está la inserción sobre los pilares exteriores de la fachada de dos estatuas de santos (1,70 m de altura) que datan del siglo XVIII: la estatua de la derecha representa a un Santo Obispo (quizás Biagio), en el acto de bendecir, sosteniendo con la mano izquierda el manto que lo envuelve; la estatua de la izquierda representa a San Agustín con túnica de obispo y un gran manto sostenido por un peroné a la altura del pecho. El Santo sostiene una pluma en la mano derecha y un volumen abierto en la izquierda: símbolos de defensa contra los enemigos del Evangelio. El portal está coronado por una luneta (2,14x2,00 m) en la que está pintado un fresco que representa a la Virgen con el Niño en gloria entre San Agustín y San Nicolás de Tolentino, ángeles y querubines . Abajo, a la derecha de la Virgen, se vislumbra la cabeza de San Agustín con tiara y báculo; a la izquierda, San Nicolás de Tolentino sostiene un libro (probablemente el Evangelio). La pintura, de artista desconocido y que data del siglo XVII, lamentablemente se encuentra en muy mal estado ya que ha sido dañada por los elementos y, sobre todo, erosionada por la arena arrastrada por el viento. Fue sometido a restauración en 1988. El frontón, de estilo barroco por los elementos rampantes rotos, diseñado para dejar espacio en el centro para un elemento decorativo de mármol o un cuadro, tiene un falso ojo circular en el punto medio y está rematado por la cruz.